# Aldabrachampsus
Aldabrachampsus — вимерлий рід малих рогатих крокодилів, відомий за фрагментарними останками. Він жив у плейстоцені на атолі Альдабра, Сейшельські острови в західній частині Індійського океану. Назва Aldabrachampsus dilophus означає «двочубатий крокодил з Альдабри». Це була невелика тварина, що досягала в довжину 2-2,5 м, за розмірами порівнянна з найменшими крокодилами з сучасних.